# Campo Menonita Santa Rosa
Campo Menonita Santa Rosa är en ort i Mexiko.   Den ligger i kommunen Hopelchén och delstaten Campeche, i den östra delen av landet, 1 000 km öster om huvudstaden Mexico City. Campo Menonita Santa Rosa ligger 116 meter över havet och antalet invånare är 185.
Terrängen runt Campo Menonita Santa Rosa är platt, och sluttar söderut. Runt Campo Menonita Santa Rosa är det mycket glesbefolkat, med 2 invånare per kvadratkilometer. Närmaste större samhälle är San Juan Bautista Sahcabchén, 18,2 km väster om Campo Menonita Santa Rosa. I omgivningarna runt Campo Menonita Santa Rosa växer i huvudsak lövfällande lövskog.